# Star Wars: Legendák
A Star Wars: Legendák (angolul: Star Wars: Legends) korábbi nevén Kibővített Univerzum azoknak a Csillagok Háborúja univerzumában játszódó könyveknek, képregényeknek, számítógépes játékoknak és egyéb történetek összefoglaló neve, amelyek 2014 előtt voltak Lucasfilm által jóváhagyott történetek. Ezek is hivatalos Star Wars történetek, de nem illeszkednek a Disney által felállított kánon idővonalába.

## A Legendákról
Ahogyan George Lucas 2008-ban nyilatkozta, az első Csillagok Háborúja trilógia elsöprő sikere után Howard Roffman, a Lucasfilm alelnökének győzködésére beleegyezett, hogy a rajongók saját történeteket mesélhessenek a világáról. "Egyszer azt mondta nekem, hogy két Star Trek univerzum létezik: a TV sorozat és az összes többi spin-off. Azt mondta, ezek teljesen különbözőek, és nem kell, hogy közük legyen egymáshoz. Szóval azt mondtam, "OK, rajta." Lucas korábban is egyértelművé tette, hogy nem olvassa a művén alapuló regényeket, és semmit sem tud "arról a világról" amely egy, az övével nem azonos, "másik világ" és egy "párhuzamos univerzum." Úgy írta le a Csillagok Háborúja jelenségét, mint három, egymástól elkülönült, nem egybevágó és konzisztens világot. Azt is kijelentette, hogy a történet, amelyet ő a Csillagok Háborújának tekint, teljesen más, mint a regények, számítógépes játékok, képregények és más licenselt termékek világa, amelyek nem képezik az ő történetének részét. Mielőtt a Walt Disney cég 2012-ben felvásárolta volna a Lucasfilmet, ezzel megszerezve a Csillagok Háborúja jogait, a Star Wars világában játszódó történetek különböző "kánonokra" oszlottak. Ennek élén az ún. G-kánon, azaz a George Lucas által, illetve személyes felügyelete alatt készített történetek álltak. Bár Leland Chee, a Lucasfilm, a Kiterjesztett Univerzumot felügyelő munkatársa egyszer azt állította, hogy a Kibővített Univerzum és a Csillagok Háborúja egyetlen történetet alkotnak, a későbbiekben George Lucas kijelentésével összhangban nem a filmekre rétegesen épülő kánonként írta le az általa felügyelt cselekményvonalat, hanem három pillér egyikének, amely különáll és nem azonos George Lucas munkásságával.
Mikor a Disney 2012-ben  felvásárolta a Lucasfilmet, az összes olyan történetet, amely kívül esett a fenti kategórián (számos regény, kézikönyv, képregény, játék stb.) egységesen "Legendákká" kereszteltek és hivatalosan is kívül helyeztek a Csillagok Háborúja cselekményéből.    
A Kiterjesztett Univerzum továbbá számos olyan elemet is tartalmaz, amely szembemegy George Lucas elképzeléseivel, úgymint az Erő oldalainak természete, a Jedi lovagok filozófiája, és fontosabb események (pl. a Mandalori kultúra ábrázolása és a Jedi-Sith háború, amely Lucas elmondása alapján sosem történt meg), Luke Skywalker és társai további sorsa, egyes szereplők háttértörténete stb. tekintetében.

## Szereplők
A Legendák kategória szereplői a teljesség igénye nélkül: Jacen Solo, Jaina Solo, Anakin Solo, Ben Skywalker,Mara Jade Skywalker, Cade Skywalker,Kyle Katarn, Darth Malgus, Darth Revan,Darth Malak, Darth Nihilus,Darth Sion, Darth Traya (Kreia),Darth Vitiate, Darth Plagueis,Darth Tenebrous,Darth Bane,Darth Zanah,Exar Kun, Jorus C'baoth,Quinlan Vos,Galen Marek(Starkiller),Delta osztag, Darth Krayt, a yuuzhan vongok és Thrawn admirális. Később Thrawn-t, Darth Revant, Darth Bane-t, és a Delta osztagot beemelték a kánonba.

## Könyvek
| Szerző                                          | Könyv címe                                                 | Kiadó   |
| ----------------------------------------------- | ---------------------------------------------------------- | ------- |
| Tim Lebbon                                      | Távoli csillagok                                           | Szukits |
| John Jackson Miller                             | Az elveszett Sith-törzs                                    | Szukits |
| Joe Schreiber                                   | Halálvilág                                                 | Szukits |
| Drew Karpyshyn                                  | Revan                                                      | Szukits |
| Paul S. Kemp                                    | Árulás                                                     | Szukits |
| Sean Williams                                   | Végzetes Szövetség                                         | Szukits |
| Drew Karpyshyn                                  | Megsemmisítés                                              | Szukits |
| John Jackson Miller                             | Kóbor lovag                                                | Szukits |
| Darth Bane trilógia: Drew Karpyshyn             | Pusztítás útja A Kettő Szabálya A gonosz dinasztia         | Szukits |
| James Luceno                                    | Darth Plagueis                                             | Szukits |
| James Luceno                                    | A megtévesztés leple                                       | Szukits |
| Joe Schreiber                                   | Vesztegzár                                                 | Szukits |
| Timothy Zahn                                    | Kirajzás                                                   | Szukits |
| Alan Dean Foster                                | A közelgő vihar                                            | Szukits |
| Steven Barnes                                   | A Cestus csapda                                            | Szukits |
| David Sherman – Dan Cragg                       | Jedi próba                                                 | Szukits |
| Matthew Stover                                  | Töréspont                                                  | Szukits |
| Karen Traviss                                   | Életre-halálra                                             | Szukits |
| Republis Commando: Karen Traviss                | Tűzharc Coruscant Színvallás A 66-os parancs 501           | Szukits |
| Klónháborús játszmák: Karen Miller              | Árnyak közt Ostrom                                         | Szukits |
| MedStar duológia: Michael Reeves és Steve Perry | Harctéri sebészek Jedi gyógyító                            | Szukits |
| Sean Stewart                                    | Yoda: Sötét találkozó                                      | Szukits |
| James Luceno                                    | A gonosz útvesztője                                        | Szukits |
| John Jackson Miller                             | Kenobi                                                     | Szukits |
| James Luceno                                    | Sötét nagyúr                                               | Szukits |
| Karen Traviss                                   | 501.                                                       | Szukits |
| Coruscanti éjszakák: Michael Reeves             | A jedik alkonya Az árnyak utcája                           | Szukits |
| Sean Williams                                   | Tomboló erő I. Tomboló erő II.                             | Szukits |
| Joe Schreiber                                   | Halálosztag                                                | Szukits |
| Michael Reaves – Steve Perry                    | Halálcsillag                                               | Szukits |
| Michael Reaves – Maya Kaathryn Bohnhoff         | Árnyjáték                                                  | Szukits |
| Timothy Zahn                                    | Gazfickók Hűség Válaszutak                                 | Szukits |
| Martha Wells                                    | Pengeéllen                                                 | Szukits |
| Matthew Stover                                  | Luke Skywalker és a Mindor árnyai                          | Szukits |
| Thrawn trilógia: Timothy Zahn                   | A birodalom örökösei Sötét erők ébredése Az utolsó parancs | Szukits |
| Jedi Akadémia trilógia: Kevin J. Anderson       | Új rend Sötét oldal Az Erő bajnokai                        | Szukits |
| Új Jedi Rend könyvek                            | Vector Prime stb.                                          | ?       |

## Filmek
- Az első hat mozifilm a legendák és a kánon részéz is képezi.
- A 2003-as Clone Wars animációs sorozat jelenleg a Legendák kategória részét képzi.
- A klónok háborúja film és a sorozat első 5 évada a legendák és a kanon részét is képezi.